# Kamie Crawford
Kameran "Kamie" Crawford (sinh ngày 25 tháng 10 năm 1992 tại Potomac, Maryland) là một nữ hoàng sắc đẹp đến từ bang Maryland, người đã được trao danh hiệu Miss Teen USA 2010 vào ngày 24 tháng 7 năm 2010. Cô là Hoa hậu Maryland đầu tiên đăng quang Miss Teen USA.

## Miss Teen USA 2010
Kamie Crawford được trao danh hiệu Miss Teen USA bởi người tiền nhiệm Stormi Henley, Miss Teen USA 2009. Đêm chung kết được tổ chức ở Imperial Ballroom, Atlantis Paradise Island, Bahamas vào ngày 24 tháng 7 năm 2010. Các thí sinh từ 50 bang và Đặc khu Columbia tham gia dành vương miện.

## Cuộc sống cá nhân
Crawford, là con gái của Victor và Carla Crawford, là một học sinh tại trường Winston Churchill ở Potomac, Maryland. Cô sống trong một gia đình có bốn người em.